# Stranraer
Stranraer je město v jihozápadním Skotsku na pobřeží zálivu Loch Ryan. Žije v něm 13 000 obyvatel, je druhým největším městem správní oblasti Dumfries a Galloway a centrem regionu Wigtownshire.
Název pochází z gaelského výrazu An t-Sròn Reamhar (široký mys). Město je známé také pod přezdívkou The Toon.
Významnou památkou je pevnost Castle of St John z počátku šestnáctého století. Bývalá radnice z roku 1776 je využívána jako městské muzeum. Za druhé světové války byla ve zdejším zálivu vybudována vojenská základna a podle města byl pojmenován létající člun Supermarine Stranraer.
Stranraerem prochází Evropská silnice E18. Přistávaly zde i trajekty z Belfastu, které však od roku 2011 využívají moderní terminál v nedalekém Cairnryanu. Stranraer také navštěvují turisté mířící na poloostrov Rhins of Galloway.
Město je známé díky fotbalovému klubu Stranraer FC. Provozují se také bowls a curling – místní North West Castle je prvním hotelem na světě, který svým hostům poskytuje vlastní curlingovou dráhu.